# And the Band Played Waltzing Matilda

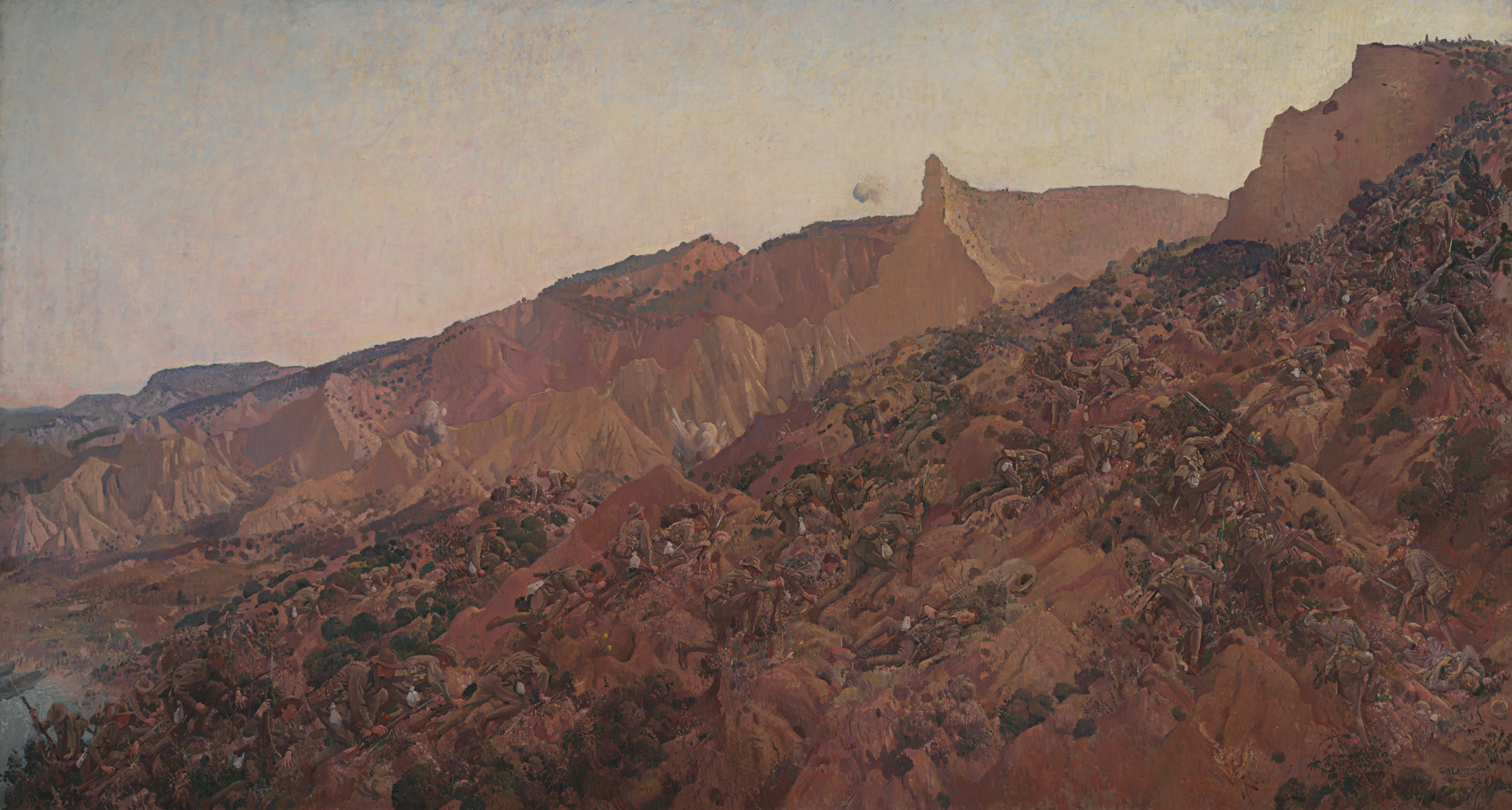
Anzac, the landing 1915, Gemälde von George Lambert

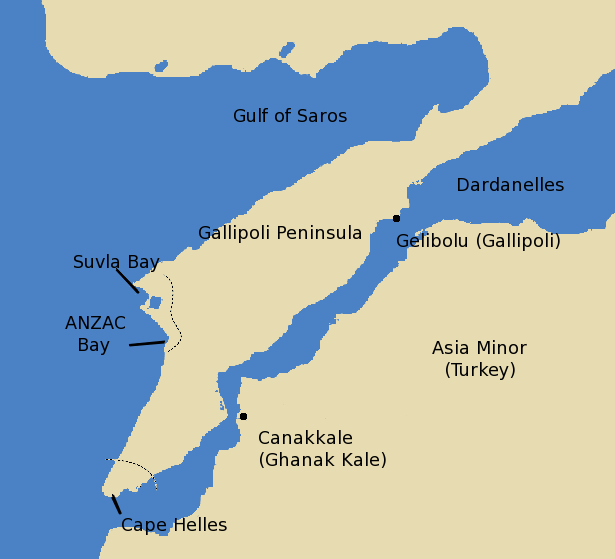
Die Halbinsel Gallipoli an der Südspitze der europäischen Türkei

And the Band Played Waltzing Matilda ist ein balladenhafter australischer Folksong von Eric Bogle aus dem Jahr 1971.
Das Antikriegslied handelt von einem jungen australischen Soldaten, der im Ersten Weltkrieg 1915 an der Schlacht von Gallipoli an den Dardanellen gegen die Mittelmächte und das Osmanische Reich teilnimmt und dort die Gräuel des Krieges am eigenen Leib erfährt und
zum Kriegsinvaliden wird.
Der Liedtitel nimmt Bezug auf Waltzing Matilda, Australiens bekanntestes Volkslied, das als inoffizielle australische Hymne gilt, und daher wohl von den Heeresmusikkapellen auf dem Weg nach Gallipoli gespielt wurde.

## Inhalt
Eingangs beschreibt ein junger AIF- oder ANZAC-Soldat, dass er sich zum Kriegsdienst meldet und nach Gallipoli geschickt wird. Beim Ablegen des Schiffes spielt das Orchester Waltzing Matilda.
Dann werden die Gräuel des Krieges an sich, insbesondere des Ersten Weltkrieges und der Schlacht von Gallipoli, beschrieben. In einem völlig entgrenzten exzessiven Gewaltszenario findet der junge Soldat sich wieder und beschreibt es als mad world of blood, death and fire (engl.: verrückte Welt aus Blut, Tod und Feuer).
Als Kriegsversehrter kehrt er dann nach Australien zurück, um in der letzten Frage die Moral des Liedes aufzuzeigen: Angesichts der Militärparade am ANZAC Day fragen ihn junge Leute, wofür denn hier eigentlich marschiert wird; und er stellt sich selbst diese Frage nun auch.

## Interpreten
Zu den bekanntesten Versionen dürften die von Joan Baez sowie die der irischen Bands The Dubliners, Tommy Makem und The Pogues gehören.
Die ostdeutsche Folkband Folkländer übersetzte dieses Lied ins Deutsche und erstellte eine eigene Version im vogtländischen Dialekt.

## Interessantes und Trivia
- Einen kurzen Teil des Liedes lang zitiert Bogle Text und Melodie von Waltzing Matilda.
- In der zweiten Strophe spricht Bogle von der Landung in der Bucht von Suvla. Die Landung bei Suvla wurde aber allein von britischen Soldaten durchgeführt. Bogle selbst erklärte es damit, dass die meisten Australier Suvla mit Gallipoli verknüpfen würden und dass ihm das Wort den Reim darauf erleichtert hätte. Tatsächlich war das Zentrum der Aktivitäten der australischen Truppen in der jetzt so genannten „ANZAC Cove“ südlich von Suvla an der Westküste der Halbinsel Gallipoli (siehe Bild oben).
- Die Textzeile „they gave me a tin hat“ ist ein Anachronismus, da die britischen sogenannten Brodie-Helme bei Gallipoli nicht zum Einsatz kamen.
- Waltzing Matilda hat nichts mit tanzen zu tun: „Waltzing“ kann (wie im deutschen) auch dem Begriff „walzen“, also „auf Wanderschaft sein“ entsprechen, und als „Matilda“ wurde im 19. Jahrhundert in Australien ein bestimmter Typ von Umhängebeutel bezeichnet. „No more waltzing Matilda for me“ bedeutet also nicht: „Ich werde nie mehr mit Matilda tanzen“, sondern „Ich werde nie mehr auf Wanderschaft gehen“. Siehe Artikel Waltzing Matilda.